# Beta
Beta (wita, stgr. βῆτα, nw.gr. βήτα, pisana Ββ lub ϐ) – druga litera alfabetu greckiego. W greckim systemie liczbowym oznaczała liczbę 2.
Beta pochodzi od litery alfabetu fenickiego bet . Od bety pochodzą łacińskie B i cyrylickie Б i В.
W grece współczesnej beta reprezentuje spółgłoskę szczelinową wargowo-zębową dźwięczną /v/. W języku starogreckim reprezentowała natomiast dźwięk /b/.
Nowogrecka nazwa bety w IPA to /ˈviˑta/.
W drukach wysokiej jakości symbol ϐ jest używany wewnątrz wyrazu. Przykład: βίβλος – βίϐλος.

## Użycie jako symbolu

### Β
Majuskuły bety nie powinno się używać jako symbolu, ponieważ wygląda ona tak samo jak łacińska litera B.
- funkcja Β

### β
- w finansach – Współczynnik beta
- w IPA – spółgłoska szczelinowa dwuwargowa dźwięczna
- w matematyce:
  - rozkład beta
  - obok alfy zwyczajowe oznaczenie miary kąta płaskiego
- w fizyce – promieniowanie beta
- w informatyce – wersja testowa programu: wydawana, żeby wychwycić większość błędów
- w medycynie - β-blokery
- w chemii:
  - stopień hydrolizy
  - wykładnik Brønsteda w równaniu Brønsteda[1]

- w fonetyce - symbol spółgłosek szczelinowej dwuwargowej dźwięcznej [β] i półotwartej dwuwargowej dźwięcznej [β̞]

- w brydżu:
  - Beta – konwencja licytacyjna systemu Precision
  - Beta – system licytacyjny
- Beta – rodzaj radzieckiej baterii jądrowej.

## Kodowanie
W Unicode litera jest zakodowana:
| Znak | Unicode | Kod HTML                       | Nazwa unikodowa           | Nazwa polska              |
| ---- | ------- | ------------------------------ | ------------------------- | ------------------------- |
| Β    | U+0392  | &Beta; lub &#x0392; lub &#914; | GREEK CAPITAL LETTER BETA | wielka litera grecka beta |
| β    | U+03B2  | &beta; lub &#x03B2; lub &#946; | GREEK SMALL LETTER BETA   | mała litera grecka beta   |
| ϐ    | U+03D0  | &#x03D0; lub &#976;            | GREEK BETA SYMBOL         | grecki znak beta          |

W LaTeX-u używa się znacznika:
| Znak                         | LaTeX |
| ---------------------------- | ----- |
| {\displaystyle \mathrm {B} } | \Beta |
| {\displaystyle \beta }       | \beta |